# Кипарис сахарский
Кипари́с саха́рский (иногда встречается также название Кипарис Дюпре́) (лат. Cupréssus dupreziána) — очень редкий вид хвойных деревьев, встречающийся на плато Тассилин-Адджер в центральной Сахаре, на юго-востоке Алжира. В природе известно всего 233 экземпляра этого вида, которые образуют уникальную популяцию в сотнях километров от любых других деревьев. Большинство из них очень стары (более 2000 лет), и размножение происходит чрезвычайно медленно из-за дальнейшего опустынивания Сахары. Для защиты кипарисов и другой природы плато, а также уникальных петроглифов, датируемых периодом от VII тысячелетия до н. э. до VIII века н. э., в 1972 году был создан национальный парк Тассилин-Адджер, в 1982 году признанный объектом всемирного наследия ЮНЕСКО.

## Исторические сведения и название
Первые данные о хвойных деревьях в центре Сахары были получены европейцами после 1860 года, когда английский исследователь Генри Бейкер Тристрам написал в своей книге «Великая Сахара: чудеса к югу от Атласа», что сёдла туарегов сделаны из твёрдого смолистого дерева, возможно, родственного можжевельнику.
Деревья не были научно описаны вплоть до 1924 года, когда их увидел капитан Морис Дюпре, командующий французскими войсками форта Шарле в оазисе Джанет. По предложению натуралиста Луи Лаводена, первым собравшего материалы для ботанического описания кипариса во время своей экспедиции в 1925 году, вид получил латинское название в честь капитана.
До 40-х годов XX века считалось, что существует не более десяти деревьев, их семена стерильны, и они обречены на скорое вымирание. Однако, к 1949 году популяция оценивалась уже в 200 деревьев. В 1971—1972 годах лесник Саид Грим провел систематическое исследование и перенумеровал 230 живых деревьев (его номера можно видеть до сих пор). Исследование 2002 года показало, что 20 из этих деревьев умерло, но 23 новых было добавлено в список. Таким образом, популяция на тот момент насчитывала 233 живых дерева в разном состоянии. Около десяти из них очень молоды, что говорит о небольшом репродуцировании даже в нынешних засушливых условиях.
На языке туарегов, населяющих окрестности Тассилин-Адджер, кипарисы называются «тароут», что переводится как «лёгкие и трахея домашнего животного». По мнению местных жителей, по форме кипарисы напоминают дыхательные органы скота.
Деревья также известны как адджерские кипарисы и кипарисы Тассили.

## Распространение
Деревья расположены на площади около 200 кв. км. на плато Эдени (Тармит) на юго-западной границе массива Тассилин-Адджер, около 25° с. ш. 9° в. д.. Растут на высоте от 1000 до 1800 м над уровнем моря, в вади на аллювиальных гравийных или песчаных почвах.
Летняя температура в регионе колеблется от 20° до 30 °C, зимняя — от 1° до 13 °C. Бывают морозы до −7 °C. Среднегодовая норма осадков в регионе составляет около 30 мм, однако сильно разнится год от года. Таким образом, сахарский кипарис является одним из самых засухоустойчивых видов растений, причём также и морозоустойчивым.

## Биологическое описание
Деревья до 20 м высоты и 3 м в обхвате ствола. Все взрослые деревья сильно пострадали от человека, поэтому натуральную форму кроны установить почти невозможно. Молодые деревца сначала похожи на кусты, но в дальнейшем развиваются вдоль одного центрального ствола.
Кора красно-коричневая, с длинными продольными трещинами, часто содранная.
Ветви отходят от ствола почти перпендикулярно, но затем загибаются кверху. Побеги уплощённые.
Листва чешуевидная, крестообразно расположенная, перекрывающаяся, слегка сдавленная, заострённая; длиной 1—1,5 мм, зелёная с голубоватым оттенком, очень густая.
Ростки состоят из двух семядоль и голубоватых иголок 2—3 мм в длину.
Деревья однодомные. Мужские шишки (микростробилы) жёлтые, продолговатые, 6×3 мм. Женские шишки (мегастробилы) сначала розовые, шарообразные, около 2,5 мм в диаметре. При созревании вырастают до 2—2,5 см в диаметре и становятся серо-коричневыми. Имеют 12—19 чешуй. Семена красно-коричневые, овальные, уплощённые, размером 4—5×5—6 мм, имеют широкие тонкие крылышки.
Скорее всего, как результат долгой изоляции, у сахарского кипириса развилась уникальная репродуктивная система, называемая андрогенез. Это означает, что семена содержат генетическую информацию только от пыльцы, то есть только от мужского родителя, а женский вклад состоит лишь в предоставлении питательных веществ для развития семени.

## Классификация
Сахарский кипарис входит в род Кипарис (Cupressus) семейства Кипарисовые (Cupressaceae) порядка Сосновые (Pinaceae).
Его близким родственником является широко распространённый в Средиземноморье Кипарис вечнозелёный (Cupressus sempervirens), который, однако, отличается более крупными шишками, менее плоскими ветвями и менее голубой листвой. Ещё ближе находится Кипарис атлантический, или марокканский (Cupressus atlantica), встречающийся в Атласских горах, и часто ботаники рассматривают его как подвид сахарского (Cupressus dupreziana var. atlantica).
Никакой другой кипарис не повторяет репродуктивную систему сахарского, поэтому русскими учеными Алексеем Бобровым и Александром Меликяном в 2006 году было предложено выделить его в отдельный род Tassilicyparis. Однако, такой подход не получил поддержки среди ботаников.

## Охрана и культивирование

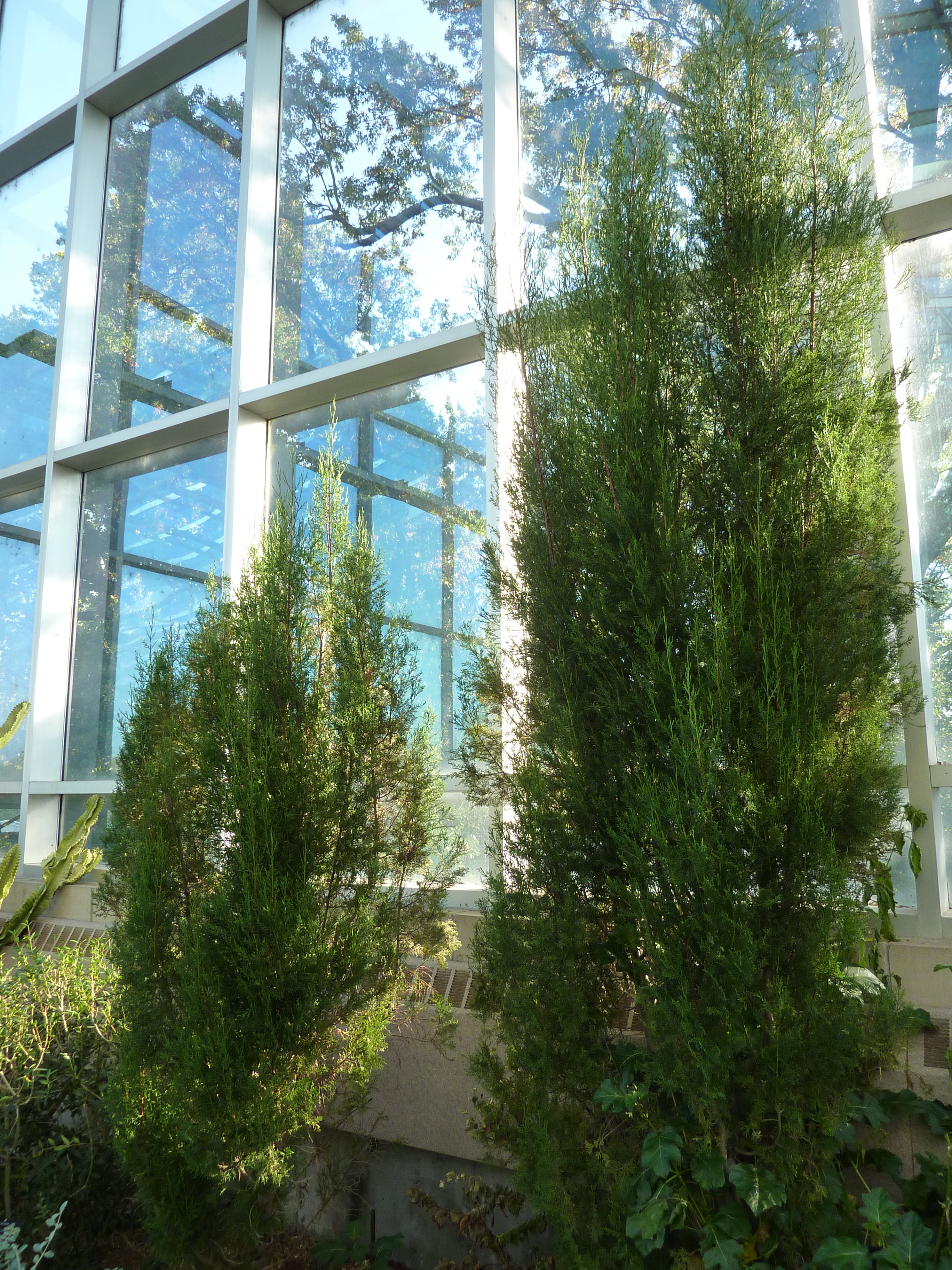
Сахарский кипарис в оранжерее ботанического сада Миссури

В Красной книге Международного союза охраны природы сахарскому кипарису присвоен критический статус.
Нынешнее положение, без сомнений, вызвано местным населением. Есть свидетельства, что до середины XIX века леса из кипарисов встречались даже на 100 км северней, однако потом их ареал резко сократился из-за вырубок на дрова и строительство.
Даже теперь иногда живые ветви обрубают на дрова, хотя систематические заготовки уже давно не ведутся.
В то же время кочевники часто останавливаются под тенью деревьев, и их скот уничтожает молодую поросль.
С момента создания заповедника кипарисы находятся под охраной. Начиная с 1987 года предпринимаются попытки реинтродуцировать кипарисы в других районах заповедника.
Сахарские кипарисы успешно культивируются в южной Европе и других частях мира как для сохранения вида, так и в качестве декоративных деревьев.
В 2007 году около 1300 деревьев было высажено в международном арборетуме в Австралийской столичной территории в рамках проекта по сохранению уязвимых видов.